# Repetobasidiopsis
Repetobasidiopsis är ett släkte av svampar. Repetobasidiopsis ingår i ordningen Polyporales, klassen Agaricomycetes, divisionen basidiesvampar och riket svampar.
|                   | Polyporaceae                                     |
|                   |                                                  |
|                   | Phanerochaetaceae                                |
|                   |                                                  |
|                   | Meruliaceae                                      |
|                   |                                                  |
|                   | Meripilaceae                                     |
|                   |                                                  |
|                   | Limnoperdaceae                                   |
|                   |                                                  |
|                   | Grammotheleaceae                                 |
|                   |                                                  |
|                   | Ganodermataceae                                  |
|                   |                                                  |
|                   | Fomitopsidaceae                                  |
|                   |                                                  |
|                   | Cystostereaceae                                  |
|                   |                                                  |
|                   | Sparassidaceae                                   |
|                   |                                                  |
|                   | Tubulicrinaceae                                  |
|                   |                                                  |
|                   | Xenasmataceae                                    |
|                   |                                                  |
|                   | Taiwanofungus                                    |
|                   |                                                  |
| Repetobasidiopsis | \| \| Repetobasidiopsis grandisporus \| \| \| \| |
|                   | \| \| Repetobasidiopsis grandisporus \| \| \| \| |
|                   | Phlebiella                                       |
|                   |                                                  |
|                   | Globuliciopsis                                   |
|                   |                                                  |
|                   | Lepidostroma                                     |
|                   |                                                  |
|                   | Crustodontia                                     |
|                   |                                                  |
|                   | Crystallocystidium                               |
|                   |                                                  |
|                   | Irpicochaete                                     |
|                   |                                                  |
|                   | Nigrohydnum                                      |
|                   |                                                  |
|                   | Globosomyces                                     |
|                   |                                                  |
|                   | Repetobasidiopsis grandisporus                   |
|                   |                                                  |

|  | Repetobasidiopsis grandisporus |
|  |                                |